# 费德里科·马凯达
费德里科·马凯达（義大利語：Federico "Kiko" Macheda，1991年8月22日—），是意大利足球运动员，司职前鋒，现效力於賽普勒斯足球甲級聯賽球会尼古西亞 。

## 早期
马凯达在罗马出生，最早在拉齐奥青年足球學院接受训练，由于意大利足球法规禁止18岁以下球员签订职业合同，他并非牢固的隶属于这家俱乐部。
他的家庭移居英格兰之后， 2007年9月16日刚满16岁的他就与曼联签订了工作合同。在英格兰，法律允许和16岁及以上的球员签订合同。他直接加入了曼联U18，首次上阵就攻入比赛唯一入球，并以21场比赛进12球荣膺U18最佳射手。并且在那个赛季的2月26号的2比0击败利物浦预备队的比赛中，在68分钟时替换下皮奎，首次亮相。
2008年5月12日，他随队获得曼城斯特成年杯比赛冠军奖牌。在该杯赛决赛的比赛中，球队2比0击败博尔顿队，他被列为替补，但未获出场机会。
马凯达于2008年8月22日2008年8月的17岁生日当天正式签订职业足球合同。在08-09赛季，他继续效力于U18队，并有在预备队的比赛中亮相。在赛季末的连续8场预备队比赛中攻入8球，包括3月30日对紐卡素预备队的帽子戏法。

## 神奇替补
在2009年4月5日曼联主场对阵阿斯顿维拉的比赛中，由于前锋线伤兵满营，马凯达首度被列入一线队名单。第一次亮相英超的马凯达在六十分钟左右替补蘭尼上场，在伤停补时第三分钟，他在禁区内拨球转身闪开维拉队一名后卫，右脚搓出弧线球直挂死角，射入锁定胜局的一球，从而帮助曼联神奇地完成了主场逆转，止住了2连败的颓势。
費格遜在接下来连续两场分别对阵波图的欧洲冠军联赛和新特蘭的联赛中将马切达放在替补席。在对阵新特蘭的比赛中，他第二次代表球會上阵，替补下貝碧托夫。仅仅过了46秒钟，马切达便将队友卡域克的打门折射进网，从而确保曼联得以2-1获胜。馬捷達在之後英超聯對米杜士堡與侯城兩場比賽均獲得正選上陣的機會，表演出色。
到季前的熱身賽，馬捷達分別在二比零勝馬來西亞聯賽選手隊和三比二勝FC首爾都射入一球。在2009-10英超球季，馬捷達從原本穿的41號大號碼球衣，改穿前季轉會阿仙奴的施維施達留下的27號球衣。
在09/10年球季，馬捷達一直受傷患困擾無法連續上陣。直至球季尾段，曼聯陣中王牌前鋒朗尼受傷，馬捷達趕及傷癒成為球隊的及時雨。在主場對車路士的榜首大戰後備上陣，並在比賽尾段近門撞入一球。

## 外借生涯
2011年1月3日，意甲森多利亞證實成功向曼聯借用19歲的馬捷達至球季结朿。
2012年1月2日，英超昆士柏流浪向曼聯借用馬捷達至球季结朿。
2013年1月24日，曼聯將馬捷達外借到德甲史特加至球季结朿。
2013年9月16日，英冠唐卡斯特向曼聯借用馬捷達合約為期一個月，但合約條款可延長最多三個月。
2013年10月8日，由於馬捷達腿筋受傷，提早结朿外借返曼聯醫冶，但唐卡斯特表示如馬捷達傷愈，會再向曼聯借用。
2013年11月21日，傷愈的馬捷達再一次外借到英冠唐卡斯特，借用期至2013年12月底。

## 國家隊
馬捷達入選了意大利U21代表隊參加2009年歐青賽40人大名單，不過沒有最終成行。到2009年8月12日，他終在意大利U21代表隊友賽俄羅斯中處子上陣。

## 外部連結
- 足球数据库：费德里科·马切达的球员统计数据
- 曼聯官網：马切达簡歷